# Rusudan (emperatriz de Trebisonda)
Rusudan de Georgia, emperatriz de Trebisonda (en georgiano: რუსუდანი) fue la consorte de Manuel I de Trebisonda, y la madre de la emperatriz Teodora. Muy poco se sabe a ciencia cierta sobre ella.

## Familia
Rusudan es comúnmente considerada como un miembro de la dinastía Bagrationi. Sin embargo, Michel Kuršanskis argumenta que Rusudan podría haber sido nada más que una plebeya y la amante del emperador Manuel. Kuršanskis señala que no era costumbre georgiana nombrar a sus hijos después de sus padres. «Eso por sí solo debería ser suficiente para indicar que Rusudan no podría ser la hija de la reina con el mismo nombre». Rusudan es descrita simplemente como «de Iberia», y no se dice nada sobre su ascendencia.

## Emperatriz
Rusudan es mencionada brevemente en la crónica de Miguel Panareto. «Señora Teodora Comnena, la primera hija del Señor Manuel el Gran Comneno con Russadan de Iberia». Basándose en fuentes georgianas, Kuršanskis sugiere que Rusudan murió en 1247.
Manuel tuvo al menos dos hijas cuya madre no es mencionada, y que podrían ser hijos con Rusudan. Una de las hijas se casó con Demetrio II de Georgia, la otra se casó con uno de sus Didebul. Aunque se ha mencionado en las genealogías modernas como un nombre, «Didebul» era en realidad un título. Según «The Bagrationi (Bagration) Dynasty» de Christopher Buyers, los Didebul eran «nobles no hereditarios de alto rango».